# Mazur

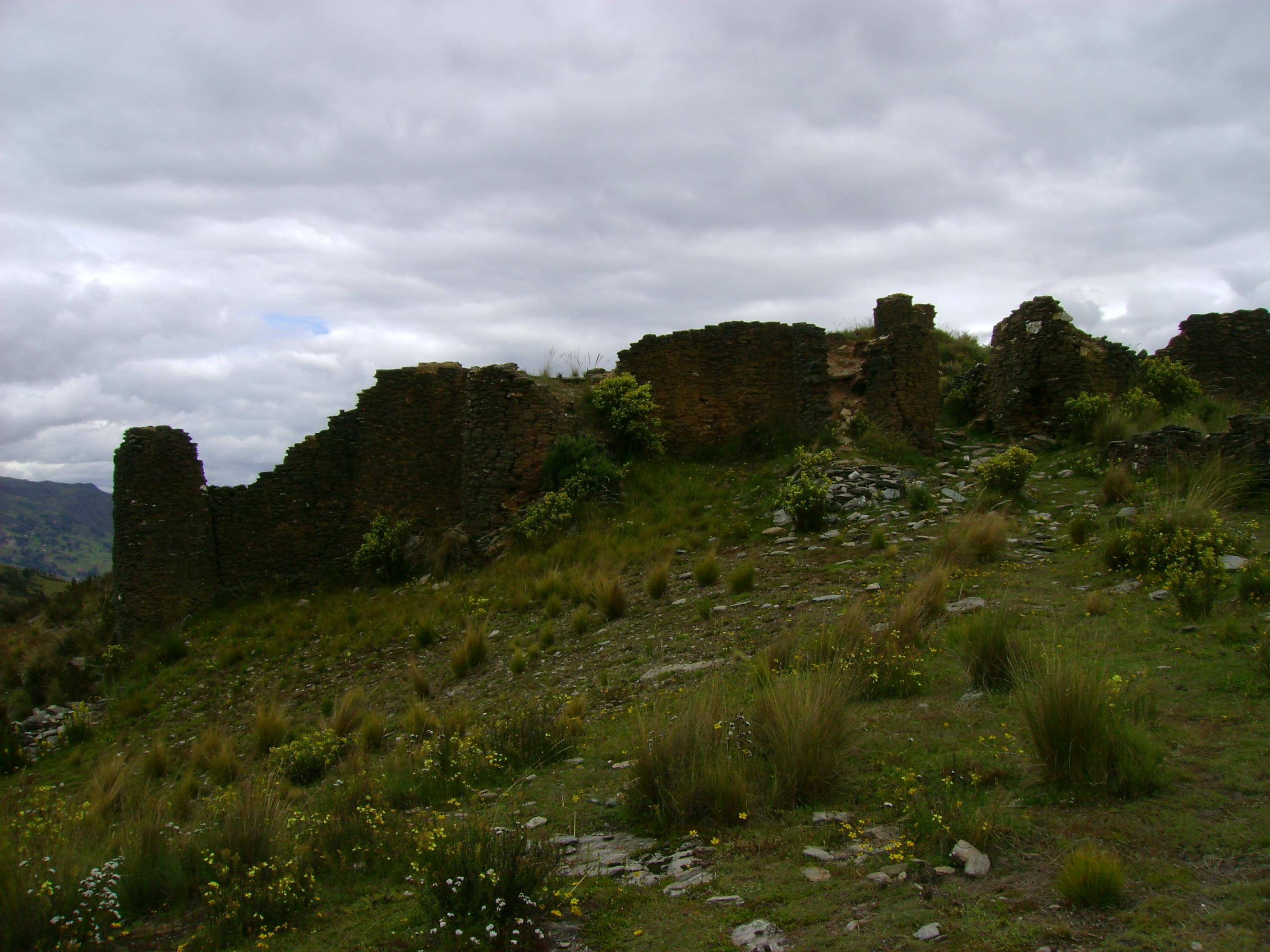
Restos arqueológicos de Mazur en el Chavinillo, Huánuco.

Mazur es un sitio arqueológico ubicado en el departamento peruano de Huánuco cerca del pueblo de Chavinillo.

## Acceso
Se accede a través de un camino de herradura. El sitio pertenece a la ocupación huanuco y data del periodo de los Estados Regionales Tardíos (1200 dC - 1460 dC).

## Descripción
Fue un asentamiento inca edificada en lo alto de una montaña, al parecer con propósitos defensivos y de comunicación. Se distingue almacenes, viviendas, calles, portadas, torres y edificios funerarios de estilo huanuco de formas rectangulares circulas e irregulares; destacan entre ellos la portada principal y dos torres. Los materiales empleados en su construcción fue piedras planas y argamasa.